# Fabijan Komljenović
Fabijan Komljenović (Zagreb, 16. siječnja 1968.) bivši je hrvatski nogometaš, a danas nogometni trener.

## Klupska karijera
Komljenović je počeo igrati nogomet u Dinamu a u klupskoj karijeri još je igrao u HNK Rijeci, NK Zagrebu, Schalkeu, Genku, Harelbeckeu, Hrvatskom dragovoljcu, a na kraju završio u Kuvajtu te u Južnoj Koreji 2000. godine igrajući za Pohang Steelers. 

## Reprezentativna karijera
Za hrvatsku nogometnu reprezentaciju Fabijan Komljenović nastupio je u jednoj utakmici. Bila je to prijateljska utakmica sa Slovenijom (0:1) a odigrana je u Murskoj Soboti. Komljenović je ušao kao zamjena za Nikolu Jurčevića u 45. minuti, a u 65. minuti je postigao pobjedonosni zgoditak.

## Trenerska karijera
Fabijan Komljenović diplomirao je na nogometnoj Akademiji HNS-a u klasi Slavena Bilića i Roberta Jarnija i posjeduje pro licencu Uefe i Fife. Trenersku karijeru počeo je u nogometnoj akademiji Davora Šukera a zatim nastavio u zagrebačkom Dinamu trenirajući mlađe pionire i juniore. Zatim je u Dinamu bio pomoćni trener Zvonimira Solde s kojim osvojio hrvatsko nogometno prvenstvo i hrvatski nogometni kup 2008. godine.

## Filmografija
- "Mrkomir Prvi" kao franački izaslanik (2023.)
- "Crno-bijeli svijet" kao general Dete (2020.)

## Sinkronizacija
- "DJ Pepeljuga" kao Diego i štreberski učenik (2020.)

## Vanjske poveznice
- Fabijan Komljenović, statistika na HNS-u